# 周恩来的四个昼夜
《周恩来的四个昼夜》是2013年上映的中国大陆剧情片，由陈力执导，王艺禅、孙维民、牛犇、何伟、陈创领衔主演，讲述1961年中华人民共和国国务院总理周恩来到河北省武安县伯延革命老区进行社会调查的故事。影片获2013年第29届中国电影金鸡奖最佳故事片奖。